# Vasile Blendea
Vasile Blendea (n. 15 noiembrie 1895, Gureni-Pestișani, județul Gorj – d. 1988, București ) a fost un pictor și sculptor român.

## Biografie
Vasile Blendea s-a născut în satul Gureni, județul Gorj. A absolvit Academia de Belle-Arte din București, ca elev al lui Dimitrie Paciurea la sculptură și compoziție și a lui Frederic Storck la desen. A beneficiat de o bursă de studii la Școala Română de la Fontenay-aux-Roses în 1928.
A participat la saloanele oficiale din București dar și la cele din Franța la „Salon des artistes français”. Cu girul Academiei Române, Nicolae Iorga l-a trimis pe Vasile Blendea în Austria, Germania și Elveția pentru a copia portrete de voievozi români aflate în muzee și colecții de artă din aceste țări. A realizat excelente copii reprezentându-i pe Vlad Țepeș și Ștefan cel Mare.
Între anii 1930 si 1952 a fost profesor de desen la liceul ”Ienăchiță Văcărescu” și la mai multe licee din Târgoviște.
Ilustrează și o serie de volume de poezie tipărite în această perioadă la Târgoviște, precum Poeme cu livezi, de Iosif Dumitrescu-Pietrari, apărut la editura ziarului Ancheta în anul 1937, unde îi este reprodus portretul autorului.
Ca pictor a dovedit o sensibilitate deosebită față de natură, pe care a reprezentat-o însoțită de monumente și ruine romantice ale orașului Târgoviște.

## Muzeul „Vasile Blendea”
Muzeul memorial Vasile Blendea s-a deschis în 2003 în Casa Angela Georgescu, o locuință veche, cu pridvor închis cu geamlâc așezat deasupra gârliciului pivniței, monument de arhitectură românească de la sfârșitul secolului al XVIII-lea, pe strada Poet Grigore Alexandrescu nr. 24.
Aici se află cea mai mare parte a creației artistului, uleiuri, grafică, sculptură.
Pictura sa are compoziții echilibrate, culori calde, pastelate, iar dintre lucrările expuse amintim „Așteptare II”, „Așteptare iarnă”, „Poarta Seimenilor”, „Strada Vasile Cârlova”, „Odihnă”, „Inundație pe strada Șanțului”, „Marginea orașului Târgoviște”, „Plimbare spre Valea Voievozilor”, „Intrare la Curtea Domnească”, „Natură statică cu mere și nuci” etc.
În muzeu sunt expuse busturi „Bunica”, „Emilia”, „prof. I. Vasilescu”, „dr. Hașnaș”, „Marcel Olinescu”, „Cerșetor”, „Bibliotecara satului”.

## Arta monumentală
Cele mai multe lucrări de artă monumentală sunt turnate în bronz și se află în Târgoviște.

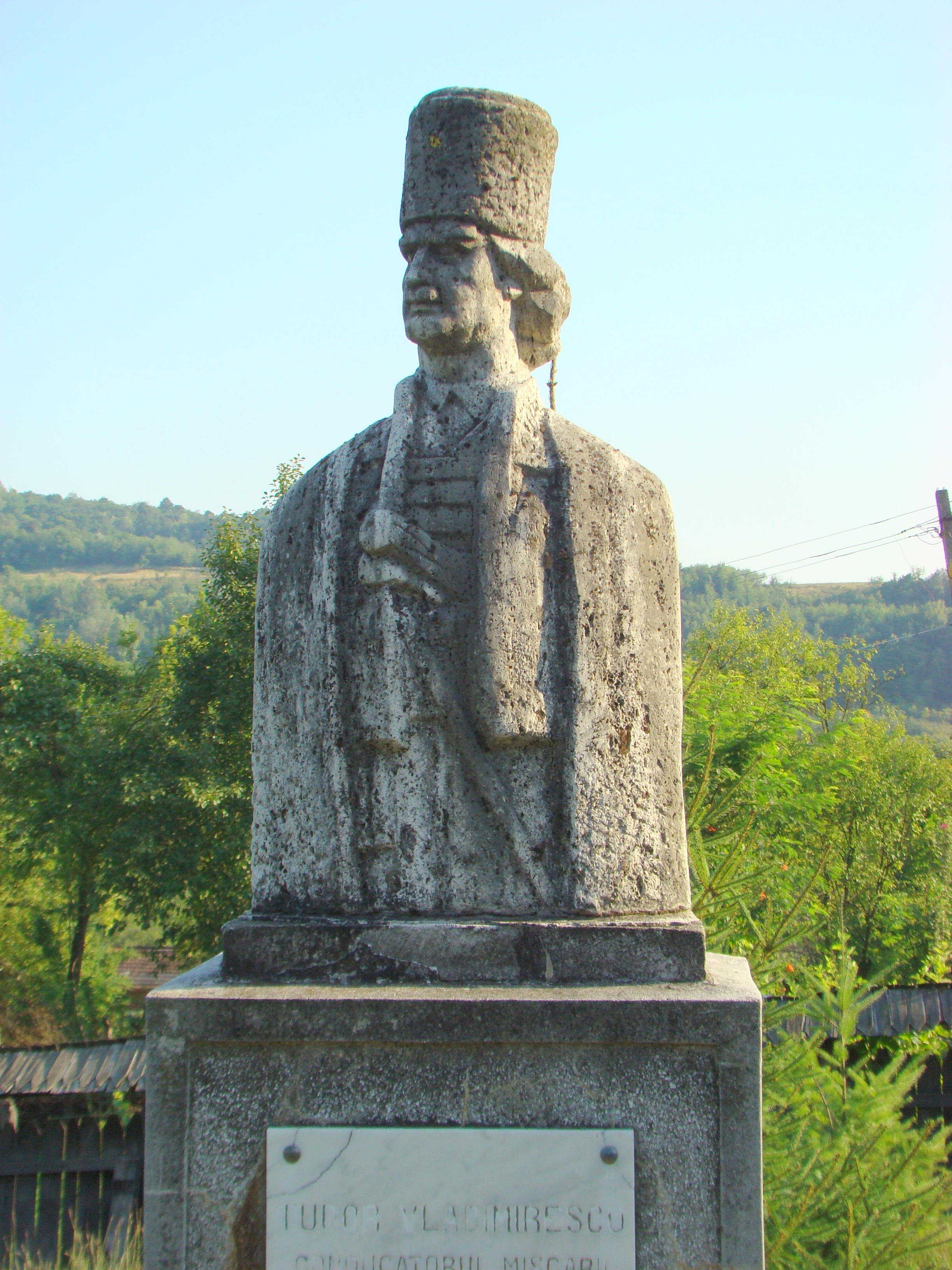
Bustul lui Tudor Vladimirescu din Vladimir

- Basorelieful „Mărăști, Mărășești”, la sediul Regimentului 22 Infanterie-Târgoviște,
- „Vasile Cârlova” (1932),
- „Ienăchiță Văcărescu” (1936),
- „I.Al. Brătescu Voinești”,
- „Vlad Țepeș”,
- „Ștefan cel Mare”
- „Bustul lui Badea Cârțan”, alături de Casa de Cultură din Făgăraș;
- „Dan II” (1967)
- „Bustul lui Tudor Vladimirescu” (1971) în Vladimir, Gorj
- Monumentul „Jertfa” în Răzvadul de Sus,
- Monumentul „Despărțirea” în Răzvadul de Jos,
- Monumentul „Omagiu eroului”, în Voinești,
- „Bustul lui Alexandru Ștefulescu”, inaugurat în 1937, se află în fața școlii generale nr.4 din municipiul Târgu-Jiu.[5]